# Abd al-Wahid ar-Rachid
Abû Muhammad ar-Rachîd `Abd al-Wâhid (أبو محمد الرشيد عبد الواحد بن المأمون abū muḥammad ar-rašīd `abd al-wāḥid ben al-mā'mūn), né à une date inconnue et mort au Maroc en 1242, est un calife almohade. Il succéda à son père Idrîs al-Ma'mûn en 1232.

## Histoire
`Abd al-Wâhid', contesté par Yahyâ al-Mu`tasim il ne put prendre contrôle de Marrakech qu'après l'avoir fait assassiner (1236). L'Algérie est sortie complètement de son empire, l'émir de Tlemcen a créé un royaume indépendant (1236) (Zyanides) et la même année en Tunisie l'hafside Abû Zakariyâ' Yahyâ déclara son indépendance et prit le titre d'émir.
`Abd al-Wâhid' nomma un gouverneur à Meknès avec mission de combattre le Mérinides. Les Mérinides en réponse assiégèrent Meknès, ce fut un demi-succès. `Abd al-Wâhid' fut retrouvé noyé dans une des citernes de son palais le 4 décembre 1242 (ou serait mort des suites de sa chute).
Ses trois vizirs:
Abû Sa`îd ben Wânûdîn (1233-1233) (أبو سعيد بن وانودي abū sa`īd ben wānūdin)
Abû Ibrâhîm (1235-1236) (أبو إبراهيم أبو حاقة بن أبي حفص  abū ibrāhīm abū ḥāqa ben abī ḥafṣ)
Abû Ishâq ben Wânûdîn (1236-1242) (أبو محمد بن وانودين abū isḥāq ben wānūdīn)

## Sources
- Charles-André Julien, Histoire de l'Afrique du Nord des origines à 1830, édition originale 1931, réédition Payot, Paris, 1994.